# Arroyo Agraciada Chico
Der Arroyo Agraciada Chico ist ein Bach im Westen Uruguays.
Er entspringt auf dem Gebiet des Departamento Soriano in der Cuchilla de San Salvador westlich der Stadt Agraciada und unweit der Quelle des Arroyo de la Agraciada. Von dort verläuft er in nordwestlicher Richtung und mündet schließlich nahe der Ruta 21 linksseitig in den Arroyo de la Agraciada.